# Armand du Paty de Clam

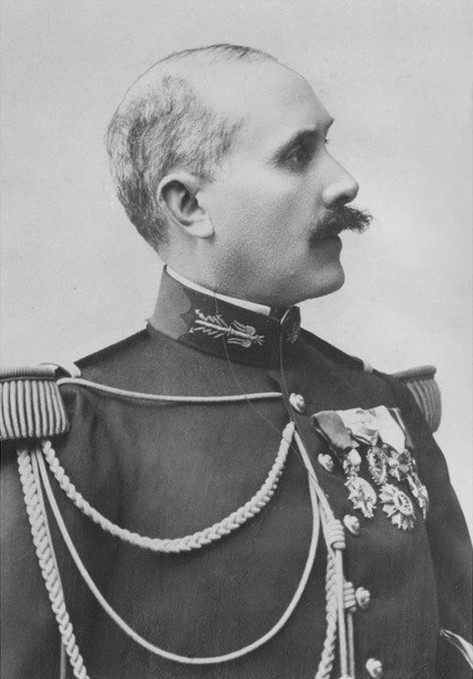
Armand du Paty de Clam

Armand Auguste Charles Ferdinand Marie Mercier du Paty de Clam (* 21. Februar 1853 in Paris; † 3. September 1916), in der Literatur meist als Armand du Paty de Clam geführt, war ein französischer Berufssoldat, der wesentlich an der Dreyfus-Affäre beteiligt war.

## Leben
Armand du Paty de Clam war ein Absolvent der Militärschule Saint-Cyr und der École d'état major. Während des Deutsch-Französischen Krieges 1870/71 trat er mit siebzehn Jahren der Armee bei. Er wurde 1890 zum Major ernannt und 1894 als Offizier in den Generalstab berufen. Dort wurde er stellvertretender Leiter des Troisième Bureau, einer der vier Abteilungen im Kriegsministerium. Die historische Bedeutung von Armand du Paty de Clam liegt in seiner Rolle während der Dreyfus-Affäre. Diese nahm ihren Anfang, als am 25. September 1894 die Putzfrau Marie Bastian einen zerrissenen und nicht unterschriebenen Brief aus dem Papierkorb des deutschen Militärattachés Maximilian von Schwartzkoppen stahl und diesen gemeinsam mit anderen Papierfragmenten an den französischen Nachrichtendienst lieferte, der sie für solche Dienste regelmäßig bezahlte.
Der Brief, das sogenannte Bordereau, war ein Begleitschreiben zu einer Lieferung von fünf geheimen Dokumenten an Schwartzkoppen. Der Geheimnisverrat war nicht sonderlich gravierend, für den Nachrichtendienst war der Brief jedoch Beleg, dass ein Offizier des Generalstabs Informationen an ausländische Mächte lieferte. Auf Grund eines oberflächlichen Handschriftenvergleichs wurde als Schuldiger der jüdische Artillerie-Hauptmann Alfred Dreyfus verdächtigt. Paty de Clam wurde von dem damaligen Kriegsminister Auguste Mercier mit der Voruntersuchung beauftragt.
Am 15. Oktober wurde Dreyfus unter einem Vorwand zum Generalstabschef gerufen und von Paty de Clam aufgefordert, ihm vorgesagte Sätze handschriftlich zu notieren. Dabei handelte es sich um Worte und Satzfetzen des abgefangenen Bordereaus. Nach dem Diktat wurde Dreyfus verhaftet und ins Gefängnis Cherche-Midi gebracht. Unmittelbar danach wurde das Haus von Dreyfus durchsucht. Paty de Clam teilte Alfred Dreyfus’ Ehefrau Lucie zwar mit, dass ihr Mann verhaftet worden sei, verweigerte ihr aber jegliche weitere Auskünfte. Er warnte sie auch davor, irgendjemand über die Festnahme zu informieren, und drohte ihr, dass eine solche Information gravierende Konsequenzen für ihren Ehemann hätte. Erst am 28. Oktober wurde ihr erlaubt, die anderen Familienmitglieder über die Verhaftung in Kenntnis zu setzen.
Armand du Paty de Clam kam im Laufe seiner Voruntersuchung zu dem Schluss, dass die Beweislage nicht ausreichen würde, Alfred Dreyfus zu verurteilen. Außer dem Bordereau und den nicht schlüssigen Handschriftenvergleichen gab es keine weiteren Beweise. Es fehlte auch jegliches Motiv für einen Landesverrat durch Alfred Dreyfus. Geldnot – einer der klassischen Gründe für Landesverrat – traf auf den wohlhabenden Dreyfus nicht zu. Er hatte weder Frauengeschichten noch Spielschulden, sondern war glücklich verheiratet und Vater von zwei kleinen Kindern. Paty de Clam kam Ende Oktober zu dem Schluss, dass die Beweislage nicht ausreichen werde, um vor Gericht eine Verurteilung von Alfred Dreyfus zu erreichen.
Nur zwei Tage nachdem Paty de Clam den Generalstabschef Raoul Le Mouton de Boisdeffre darüber informiert hatte, dass er Zweifel habe, dass die Klage erfolgreich sein werde, ließ ein Informant aus dem Kriegsministerium der Presse Details über den Fall zukommen. Kriegsminister Mercier befand sich nun in einer schwierigen Lage. Hätte er angeordnet, Dreyfus freizulassen, hätte die nationalistische und antisemitische Presse ihm Versagen und mangelnde Härte gegenüber einem Juden vorgeworfen. Käme es dagegen in einem Prozess zu einem Freispruch von Dreyfus, hätte man ihm vorgeworfen, leichtsinnige und entehrende Beschuldigungen gegen einen Offizier der französischen Armee erhoben und eine Krise mit Deutschland riskiert zu haben. Mercier hätte dann vermutlich zurücktreten müssen. In einer Sondersitzung des Kabinetts zeigte Mercier den Ministern eine Abschrift des Bordereau, von dem er behauptete, es sei eindeutig von Dreyfus geschrieben worden. Die Minister stimmten der Einleitung einer gerichtlichen Untersuchung gegen Dreyfus zu. Der Fall wurde damit an General Saussier übergeben, der am 3. November die weitere vorläufige Untersuchung dem Hauptmann Bexon d’Ormescheville übertrug. Dieser war Prüfungsrichter am Premier conseil de guerre in Paris. Du Paty war jedoch weiterhin mit dem Fall beschäftigt. Gemeinsam mit Major Hubert Henry fertigte er ein Geheimdossier an, in dem folgendes zusammengestellt wurde:
- Schwartzkoppens fragmentarisches Memorandum an den Generalstab in Berlin, in dem er offensichtlich Vor- und Nachteile der Zusammenarbeit mit einem namentlich nicht genannten französischen Offizier abwägt, der seine Dienste als Agent offerierte.
- Ein Brief des italienischen Militärattachés Alessandro Panizzardi, den er am 16. Februar an seinen engen Freund Schwartzkoppen geschrieben hatte, aus dem herausgelesen werden kann, dass Schwartzkoppen Spionagematerial an Panizzardi weitergab.[7]
- Ein Brief Panizzardis an Schwartzkoppen, in dem dieser davon schrieb, dass „cette canaille de D“ (diese Kanaille D.) ihm Pläne einer militärischen Einrichtung in Nizza übergeben hätte, damit er sie an Schwartzkoppen weiterleite. Dieser Hinweis bezog sich, was der an der Zusammenstellung des Geheimdossiers beteiligte Major Hubert Henry sehr wohl wusste[8], auf einen Kartographen des Kriegsministeriums, der seit Jahren Pläne militärischer Einrichtungen an die beiden Militärattachés verkaufte.[9]
- Eine Mitteilung des Marquis de Val Carlos gegenüber Major Hubert Henry, in der dieser darauf hinwies, dass Schwartzkoppen über einen französischen Offizier als Agenten verfüge.[10]

Jean Sandherr, der Chef des Nachrichtendienstes, wies Paty de Clam außerdem an, einen Kommentar für das Geheimdossier zu erstellen, der eine Verbindung zwischen diesen Dokumenten und Dreyfus herstellen solle.
Während des Prozesses gegen Dreyfus vor dem Kriegsgericht wurde den urteilenden Offizieren rechtswidrig und ohne Kenntnis des Angeklagten oder seines Anwaltes dieses Geheimdossier übermittelt. Die Richter fällten letztlich unter Einfluss dieses Geheimmaterials ihr Urteil.
Als der Nachfolger von Jean Sandherr im Amt des Leiters des Nachrichtendienstes, Oberstleutnant Marie-Georges Picquart durch Zufall 1896 den tatsächlichen Landesverräter Ferdinand Walsin-Esterházy identifizieren konnte, war Paty de Clam an den Vertuschungsversuchen beteiligt. Dazu gehörten Warnhinweise an Esterhazy und weitere Fälschungen, die sicherstellen sollten, dass der Justizirrtum an Alfred Dreyfus nicht entdeckt wurde. Nach der Aufklärung der Affäre wurde Paty de Clam wie Major Hubert Henry verhaftet. Während Henry in der Zelle nach dem Geständnis seiner Fälschungen Selbstmord beging, wurde Paty de Clam aus Mangel an Beweisen freigelassen. 1905 ging er in den Ruhestand. 1914 trat er wieder in den aktiven Dienst und kämpfte während des Ersten Weltkriegs in einem von seinem Sohn Charles du Paty de Clam befehligten Regiment. 1916 erlag er einer Kriegsverletzung. Sein Sohn wurde 1943 Leiter der Behörde für jüdische Angelegenheiten in Vichy.

## Einzelbelege
1. ↑  Kotowski et al., S. 30
2. ↑  Whyte, S. 40–41
3. ↑  Whyte, S: 45
4. ↑  Begley, S. 24
5. ↑  Begley, S. 25
6. ↑  Whyte, S. 45–47
7. ↑  Whyte, S. 18
8. ↑  Harris, S. 30
9. ↑  Begley, S. 26
10. ↑  Whyte, S. 51–52
11. ↑  Whyte, S. 52
12. ↑  Whyte, S. 573

| Personendaten    | Personendaten                                                                                                  |
| ---------------- | --- |
| NAME             | du Paty de Clam, Armand                                                                                        |
| ALTERNATIVNAMEN  | du Paty de Clam, Armand Auguste Charles Ferdinand Marie Mercier (vollständiger Name); Du, Armand (Geburtsname) |
| KURZBESCHREIBUNG | französischer Berufssoldat                                                                                     |
| GEBURTSDATUM     | 21. Februar 1853                                                                                               |
| GEBURTSORT       | Paris |
| STERBEDATUM      | 3. September 1916                                                                                              |